# Inocêncio Eustáquio Ferreira de Araújo
Inocêncio Eustáquio Ferreira de Araújo (circa 1829 — circa 1898) foi um político luso-brasileiro.
Foi 4º vice-presidente da província do Amazonas, de 8 de maio a 20 de maio de 1865.

## Biografia
Neto do brigadeiro Manuel Ferreira de Araújo Guimarães  e Maria Josefa Ferreira de Araújo, carrega o mesmo nome de seu pai - Inocêncio Eustáquio Ferreira de Araújo (1800-1866) -  que havia sido preso durante a revolta da Sabinada na Bahia, da qual foi um dos líderes e sua pena foi a condenação à morte.